# Буряковка (Киевская область)
Буряковка (укр. Буряківка) — опустевшее село в Иванковском районе Киевской области, расположенное в 50 километрах от Чернобыля на территории зоны отчуждения ЧАЭС. Входило в состав Речицкого сельского Совета.

## История
Село Буряковка впервые упоминается в литературных источниках, датированных серединой XIX века.

## Последствия аварии на ЧАЭС
В результате аварии на ЧАЭС и загрязнения территории радионуклидами жители Буряковки были эвакуированы и переселены в населённые пункты Макаровского района Киевской области.
В 4-х километрах южнее бывшего населённого пункта расположен могильник радиоактивной техники, использовавшейся при ликвидации аварии — ПЗРО (пункт захоронения радиоактивных отходов) «Буряковка».